# Capannori
Capannori és un municipi italià, situat a la regió de la Toscana i a la província de Lucca. L'any 2004 tenia 42.849 habitants.